# Sinagoga de Cluj-Napoca
La Sinagoga de Cluj-Napoca (en rumano: Sinagoga din Cluj-Napoca) es la única sinagoga activa de la villa de Cluj-Napoca, al noroeste de Rumanía.
El templo es una sinagoga reformista,dirigida durante el año escolar por estudiantes religiosos judíos por la comunidad judía local. El templo se encuentra en la calle Horea, la sinagoga fue construida entre 1886 y 1887, según los planes del judío Isidor Hegner. La sinagoga fue dañada después de los ataques de la guardia de hierro rumana, el 13 de septiembre de 1927, después fue reconstruida por el gobierno rumano. Cuando el norte de Transilvania fue entregado a Hungría por Italia y Alemania en 1940, la comunidad judía de Cluj-Napoca fue deportada a los campos de exterminio nazis.
La sinagoga fue dañada durante un bombardeo aliado sobre una estación ferroviaria próxima, el 2 de junio de 1944. En 1951, el templo fue restaurado. La sinagoga está dedicada actualmente a la memoria de las víctimas del Holocausto.